# 康熙王朝
《康熙王朝》是2001年的中國大陸拍攝的一部大型历史電視連續劇。原名《康熙帝國》，一共50集。这电视劇继承1997年連續劇《雍正王朝》，它是在二月河的小說《康熙大帝》的基礎上改編的。其背景故事是清朝世祖順治帝的末年和清朝聖祖康熙大帝在位時的事跡，包括擒逆臣鰲拜、平定三藩之亂、剿灭台湾鄭經、征服蒙古噶爾丹等传奇史诗，在一代圣主康熙大帝铁腕统治下，康熙帝国成为世界第一强国。
《康熙王朝》在中國中央電視台電視劇頻道晚八點電視劇中取得过8.47的收視率。

## 登場人物

### 皇室
| 角色       | 演員     | 配音         |
| 康熙帝玄烨 | 陳道明   | 张震、陈道明 |
| 青年康熙帝 | 李楠     | 田波         |
| 少年康熙帝 | 陳偉辰   | 王羊         |
| 孝莊太后   | 斯琴高娃 | 晏积瑄       |
| 顺治帝福临 | 刘钧     | 谷峰         |
| 容妃       | 李建群   | 晏积瑄       |
| 藍齊兒     | 胡天鴿   | 王羊         |
| 孝誠仁皇后 | 李晨濤   | 王羊         |
| 胤礽       | 萬中良   | 郑炼         |
| 胤禔       | 高田昊   | 王跃晋       |
| 孝康章皇后 | 朱晏     | 王羊         |
| 董鄂妃     | 博弘     | 林兰         |
| 惠妃       | 宮雪花   | 李星珠       |
| 福全       | ？       | ？           |
| 常宁       | ？       | ？           |
| 雅布       | ？       | ？           |

### 朝廷
| 角色     | 演員   | 配音   |
| 納蘭明珠 | 高蘭村 | 宣晓鸣 |
| 索額圖   | 薛中銳 | 齐克建 |
| 魏東亭   | 安亞平 | 谷峰   |
| 索尼     | 朱藝丹 | 田二喜 |
| 鰲拜     | 姚長安 | 党同义 |
| 蘇克薩哈 | 張光正 | 刘润成 |
| 遏必隆   | 宋来运 | 王跃晋 |
| 姚启聖   | 蘇廷石 | 田二喜 |
| 施琅     | 侯永生 | 赵晓明 |
| 陳廷敬   | 陳斌   | 赵晓明 |
| 周培公   | 李明   | 谷峰   |
| 李光地   | 廖京生 | 谷峰   |
| 朱國治   | 劉毓滨 | 党同义 |
| 班布尔善 | 李如平 | 郑炼   |
| 图海     | 郝铁男 | 刘润成 |
| 吴六一   | 郝铁男 | 刘润成 |
| 魏承谟   | 陈大中 |        |
| 张廷玉   | 白杨   | 郑炼   |
| 王辅臣   | 崔岱   | 赵晓明 |
| 王吉贞   | 赵凯   | 王跃晋 |
| 黄敬     | 马捷   | 王跃晋 |
| 吳良輔   | 劉魁   |        |
| 玉林秀   | 刘长生 | 王跃晋 |
| 济世     | 周琦   |        |
| 何进     | 尚言生 | 田二喜 |
| 蔡代     |        | 宣晓鸣 |
| 周云龙   |        | 刘润成 |
| 偻赫     |        | 王跃晋 |
| 噶禮     | 姚櫓   |        |

### 地方势力
| 角色                 | 演員   | 配音   |
| 吳三桂               | 曹永祥 | 赵晓明 |
| 吴应熊               | 马小矛 | 田二喜 |
| 鄭經                 | 劉大印 |        |
| 郑泰                 | 关德俊 | 王跃晋 |
| 噶爾丹               | 李洪濤 | 刘润成 |
| 楊起隆（偽朱三太子） | 盧勇   | 郑炼   |

### 其他
| 角色                 | 演員   | 配音   |
| 紫云                 | 汤加丽 | 林兰   |
| 红玉                 | 张晶晶 |        |
| 伍次友               | 高宏亮 | 王跃晋 |
| 寶日龍梅             | 王也天 |        |
| 蘇麻喇姑             | 茹萍   | 林兰   |
| 少年魏东亭           | 刘挺   | 郑炼   |
| 少年苏麻             | 胡珊珊 | 林兰   |
| 小毛子               | 薛俨   | 田二喜 |
| 行森                 | 李小雷 | 郑炼   |
| 玉林秀(行森的祖师爷) | 刘长生 |        |

## 主题曲
| 曲序 | 曲目                                 |        | 作曲   | 演唱   |
| ---- | ------------------------------------ | ------ | ------ | ------ |
| 1.   | 向天再借五百年（原版片頭曲）         | 樊孝斌 | 张宏光 | 韩磊   |
| 2.   | 大男人（片尾曲）                     | 张俊以 | 浮克   | 腾格尔 |
| 3.   | 千秋大業（亞洲電視播出版粵語片頭曲） | 黃文廣 | 張崇基 | 張崇德 |

## 劇中與歷史出入之處
此戲與歷史不符之處甚多
1. 孝莊太后本為博爾濟吉特氏，名布木布泰，「孝莊」為其死後之諡號，正常來說生前並不會自稱孝莊太后，應會自稱布木布泰或昭聖皇太后（順治時期）及昭聖太皇太后（康熙時期）。
2. 董鄂妃為滿洲正白旗人，並非漢族，劇中稱其為董姓漢人，並稱其為董姓「鄂妃」顯然不對。事實上「董鄂」為滿族姓氏董鄂氏。
3. 周培公從未當上撫遠大將軍，真正擔任撫遠大將軍的是圖海。
4. 康熙皇輿全覽圖為法國傳教士白晉等人奉康熙帝命令繪製而成，並非劇中周培公繪製。
5. 清朝吞併臺灣之時為康熙二十二年（1683），鄭經早在康熙二十年（1681）因病去世，當時臺灣鄭氏為鄭經之子鄭克塽主政。因此劇中康熙帝收台擊敗鄭經逼其自刎是為虛構劇情。
6. 康熙帝的嬪妃中並無容妃，兒女中更無藍齊格格。
7. 最後康熙帝在景陵帝陵中追封容妃為孝慈仁皇后也不符合史實，不說容妃本是虛構人物，「仁」字為康熙帝駕崩後朝臣追上的諡號，故康熙不可能知道朝臣追上的諡號也不可能為皇后繫上帝諡。
8. 而孝慈這一諡號，早於清太祖的皇后葉赫那拉氏即使用，理應來說不會重複先祖用過之諡，而且康熙的皇后也無人有這諡號。
9. 帝陵中的皇后赫舍里氏梓宮前牌位寫著「孝誠仁皇后」也是錯誤的，應為「仁孝皇后」，因為這是康熙帝給皇后的最初諡號。孝誠仁皇后這一諡號，是雍正皇帝即位後改諡的。
10. 歷史上蘇嘛喇姑年紀只比孝莊太后小兩歲，與康熙帝相比更大39歲，因此說她對康熙發生情愫應是絕不可能。
11. 蘇嘛喇姑是孝莊太后的陪嫁侍女，並非從民間入宮的孤女。
12. 劇中孝莊太后和蘇嘛喇姑去世只相差了一個時辰亦不符合史實，歷史上兩者去世之時間相差了17年多。
13. 本劇對大阿哥胤禔及太子胤礽以外的阿哥提到甚少，頂多簡略提到一次（鄭經進攻福建省的時候），好像康熙帝沒有其他兒子一樣。連康熙帝晚期發生的九龍奪嫡，在劇中只有大阿哥與太子兩人的爭奪。
14. 孝莊太后賜給蘇嘛喇姑的妃號「德妃」，實際上是雍正帝生母孝恭仁皇后的妃號。
15. 順治帝繼孝惠章皇后，康熙帝除了皇后赫舍里氏、惠妃和容妃以外之其他妃嬪在本劇並未出現和提及。
16. 剧中多次提到噶尔丹为成吉思汗的子孙，但噶尔丹并不属于成吉思汗的后裔。
17. 吴三桂与朱国治的对话中吴三桂提到南明永历帝为投水自尽，实为被吴三桂在今天的缅甸境内被弓弦所绞死。
18. 康熙在征讨噶尔丹时说道铁木真从北京攻入宋朝，将宋朝打得只剩下半壁江山，事实上铁木真并没有和宋朝交战过，铁木真攻下的北京是当时的金中都。
19. 劇中索額圖為皇后赫舍里氏之父並不正確,歷史上應為其之叔父，而歷史上索尼之另外三個兒子及兩個女兒在劇中並未出現和提及。
20. 劇中稱納蘭明珠是康熙帝惠妃的兄弟是錯誤的，兩人並無關係，而且也並無證據顯示納蘭明珠捲入奪嫡之爭。
21. 劇中康熙六十年舉行千叟宴時索額圖及納蘭明珠都還健在，但歷史上索額圖死於康熙四十二年，納蘭明珠死於康熙四十七年。
22. 伍次友.魏承谟及魏東亭父子三人為虛構人物。

## 关于片名和集数
电视剧在制作完成时取名为《康熙帝国》，50集。但在中国中央电视台电视剧频道首播时，为了与之前的《雍正王朝》形成“王朝系列”而改名为《康熙王朝》，并剪辑为46集。不过后来市场上发行的DVD-Video仍然是50集的版本。

## 流行文化
本剧中第42集康熙皇帝怒斥群臣的桥段成为了网络上最受欢迎的素材。因金句频出被网友二度创作成不同版本的内容。
因该片片尾大量穿插广告和雕版印刷风格的主题，片尾也成为了部分up主恶搞的对象。

## 评价
2008年《中国青年报》主办的“我最不喜欢的电视剧”评选投票，以《康熙王朝》为首的宫廷辫子戏还包括《康熙秘史》、《还珠格格》三部垄断“十大烂剧”前三名。

## 作品的變遷
| 台灣 八大第一台 周一至五 20:00 - 22:00 | 台灣 八大第一台 周一至五 20:00 - 22:00 | 台灣 八大第一台 周一至五 20:00 - 22:00 |
| -------------------------------------- | -------------------------------------- | -------------------------------------- |
|                                        | 康熙帝國 （2013.01.09 - 2013.02.07）   |                                        |
| 大宅門 （2012.11.14 - 2013.01.08）     | 雍正王朝 （2013.02.08 - 2013.03.11）   |                                        |

| 台灣 高點綜合台 周一至五 20:00 - 22:00            | 台灣 高點綜合台 周一至五 20:00 - 22:00 | 台灣 高點綜合台 周一至五 20:00 - 22:00 |
| ------------------------------------------------- | -------------------------------------- | -------------------------------------- |
|                                                   | 康熙帝國 （2013.08.30 - 2013.09.30）   |                                        |
| 鹿鼎記 (2000年電視劇) （2013.08.05 - 2013.08.29） | 神醫喜來樂 （2013.10.01 - 2013.10.22） |                                        |

| 台灣 緯來育樂台 周一至五 20:00 - 22:00                                                                                                  | 台灣 緯來育樂台 周一至五 20:00 - 22:00 | 台灣 緯來育樂台 周一至五 20:00 - 22:00 |
| --- | -------------------------------------- | -------------------------------------- |
| | 康熙帝國 (2014.02.17 - 2014.03.21)     |                                        |
| 楚漢傳奇(賀歲版重播) (2014.01.29 - 2014.02.14) (1/29小年夜[19:00-23:00] 1/30-2/4除夕-初五[14:00-00:00] 2/5-2/14週一至週五[20:00-22:00]) | 和珅傳奇 （2014.03.24 - 2014.04.24）   |                                        |